# 4645 Tentaikojo
4645 Tentaikojo (1990 SP4) là một tiểu hành tinh vành đai chính được phát hiện ngày 16 tháng 9 năm 1990 bởi Tetsuya Fujii và Kazuro Watanabe ở Đài thiên văn Kitami.